# Eta Centauri
Eta Centauri (η Cen, η Centauri) é uma estrela na constelação de Centaurus. Com uma magnitude aparente visual de 2,31, é facilmente visível a olho nu como um dos membros mais brilhantes da constelação. De acordo com medições de paralaxe, está localizada a aproximadamente 306 anos-luz (94 parsecs) da Terra.
O espectro de Eta Centauri corresponde a um tipo espectral de B2 Ve, indicando que esta é uma estrela de classe B da sequência principal. A notação 'e' indica a presença de linhas de emissão em seu espectro, o que a torna uma estrela Be, cercada por um disco circunstelar formado de material ejetado da estrela. Eta Centauri é uma estrela variável com múltiplos períodos de pulsação não radiais, incluindo dois períodos primários de 0,577 e 0,565 dias, um período secundário de 0,642 dias, e um período maior, de 29 dias, que pode ser causado pelo batimento dos dois primários. A pulsação da estrela promove intensa perda de massa, sendo a fonte do material para o disco. Eta Centauri é classificada como uma variável Gamma Cassiopeiae e seu brilho varia entre magnitude 2,30 e 2,41.
Como é típico entre estrelas Be, Eta Centauri está girando rapidamente, com uma velocidade de rotação de 300 km/s, completando uma rotação em 14,1 horas. Isso está dando à estrela a forma de um esferoide oblato com um raio equatorial 16% maior que o polar. O eixo de rotação da estrela está inclinado em um ângulo de 85° em relação à linha de visão da Terra, resultando em uma perspectiva quase equatorial da estrela e seu disco. A alta inclinação faz com que a variabilidade da estrela se manifeste através de pequenas diminuições no brilho da estrela. Eta Centauri tem uma massa de cerca de 12 vezes a massa solar e uma idade estimada de apenas 5,6 milhões de anos. Sua atmosfera irradia energia a uma taxa de 5 750 vezes a luminosidade solar, a uma temperatura efetiva de 20 500 K, dando à estrela a coloração azul-branca típica de estrelas de classe B.
Eta Centauri não possui estrelas companheiras conhecidas. Uma pesquisa de 2013 determinou uma separação máxima de 143 UA para possíveis estrelas de classe G ou K orbitando Eta Centauri. A estrela tem uma velocidade peculiar de 13,0 ± 1,7 km/s em relação às estrelas vizinhas. É um membro do subgrupo Centaurus Superior-Lupus da associação Scorpius–Centaurus, a associação OB mais próxima do Sol.